# Ljubičić
Ljubičić je hrvatsko prezime,
- Boris Ljubičić (u. 1945.), hrvatski dizajner, višestruko nagrađivan, poznat po upornom zalaganju za promicanje hrvatskog identiteta
- Filip Ljubičić (1964. – 2017.), hrvatski šahist i međunarodni majstor
- Ivan Ljubičić (u. 1979.), hrvatski tenisač
- Krsto Ljubičić (1915. – 1937.), hrvatski antifašist
- Leonardo Ljubičić (26. prosinca 1966.), hrvatski šahovski velemajstor
- Marin Ljubičić (nogometaš, rođen 1988.) (1988.), hrvatski je nogometaš
- Neven Ljubičić (u. 1963.), liječnik, profesor, hrvatski političar
- Niko Ljubičić (1894. - ?), hrvatski odvjetnik i političar
- Nikola Ljubičić (1916. – 2005.), general Jugoslavenske narodne armije
- Robert Ljubičić (u. 1999.), austrijsko-hrvatski nogometaš